# Ielena Firsova
Ielena Olégovna Firsova —Еле́на Оле́говна Фи́рсова(rus), també Ielena Firssowa— (Leningrad, 21 de març del 1950) és una compositora russa. Firsova fou filla dels físics Oleg Firsov i Viktoria Lichko.

## Biografia
Va estudiar música a Moscou amb Alexander Pirumov, Yuri Kholopov, Iedisson Deníssov i Philip Herschkowitz. El 1979 va ser inclosa a la llista negra anomenada "Els 7 de Khrennikov" al sisè congrés de la Unió de Compositors Soviètics, per la seva participació no aprovada a alguns festivals de música soviètica a països d'occident. Està casada amb el compositor Dmitri Smirnov i actualment viuen al Regne Unit. Els seus fills són Philip Firsov (un artista i escultor), i Alissa Firsova (compositora, pianista i directora d'orquestra).
Ha compost més de cent obres de molts gèneres diferents, incloent-hi l'òpera de cambra El Rossinyol i la Rosa a partir d'una obra d'Oscar Wilde i Christina Rossetti (estrenada el 1994 al Festival d'Òpera Almeida de Londres), l'obra per a orquestra Augury, (estrenada als The Proms de la BBC) i el poema Rèquiem a Anna Akhmàtova per a soprano, cor i orquestra (estrenada al Konzerthouse de Berlín en setembre de 2003).
El seu gènere favorit és la cantata de cambra per a veu sola i conjunt de cambra (o orquestra). Algunes d'aquestes cantates estan basades en poemes d'Aleksandr Puixkin, Marina Tsvetàieva, Borís Pasternak i Oleg Prokofiev. La majoria d'aquestes cantates està basada en els poemes del seu poeta favorit Óssip Mandelxtam, com ara Vida terrenal, Tristia, La pedra, Passejos pel bosc, Abans de la tempesta, Cançó estigial, Camí secret, Petxina, Whirlpool, Silentium, Cançons d'hivern, i Sonets de Petrarca (en traducció russa d'Óssip Mandelxtam).
Va rebre peticions de molts festivals de música, orquestres i conjunts de cambra, incloent-hi l'Orquestra Reial del Concertgebouw, el Quartet Brodsky, l'Orquestra d'Instrument de Vent de Manchester, el Schubert Ensemble, el Festival Freden, els BBC Proms, Festival Asiago Festival, i el Expo 2000 (Hannover). La seva música està disponible a través dels editors Boosey & Hawkes de Londres; Hans Sikorski, d'Hamburg i G. Schirmer de Nova York.

## Selecció d'obres
- Suite per a viola sola, Op. 2 (1967)
- A Feast in Time of Plague, òpera de cambra basada en una obra d'Aleksandr Puixkin (1973)
- Concert per a Violoncel núm.1 (1973)
- Sonets de Petrarca per a veu i conjunt de cambra (1976)
- Concert de Cambra Núm. 1 per a flauta i cordes (1978)
- The Night, per a veu i quartet de saxofons (Borís Pasternak, 1978)
- Tristia, cantata per a veu i orquestra de cambra (Mandelxtam, 1979)
- Three Poems of Osip Mandelstam, per a veu i piano (1980)
- Misterioso (Quartet de corda núm. 3, 1980)
- Shakespeare's Sonnets per a veu i orgue (o quartet de saxofons, 1981)
- Concert de Cambra núm. 2 (Concert de Violoncel núm. 2, 1982)
- The Stone, cantata per a veu i orquestra simfònica (Mandelxtam, 1983)
- Concert de Violí núm. 2 (1983)
- Earthly Life, cantata de cambra per a soprano i conjunt de cambra (Mandelxtam, 1984)
- Concert de Cambra núm.3 (Concert per a Piano núm. 1, 1985)
- Music for 12 per a conjunt de cambra (1986)
- Forest walks, cantata per a soprano i conjunt de cambra (Mandelxtam, 1987)
- Concert de Cambra núm. 4 – per a trompa i conjunt de cambra (1987)
- Augury per a cor i orquestra (William Blake 1988)
- Amoroso (Quartet de Corda núm. 4, 1989)
- Nostalgia per a orquestra (1989)
- Stygian Song per a soprano i conjunt de cambra (Mandelxtam, 1989)
- Odyssey per a 7 intèrprets (1990)
- The Nightingale and the Rose, òpera de cambra (Oscar Wilde/Christina Rossetti, 1991)
- Seashell per a soprano i conjunt de cambra (Mandelxtam, 1991)
- Whirlpool per a veu, flauta i percussió (Mandelxtam, 1991)
- Silentium per a veu i quartet de corda (Mandelxtam, 1991)
- Secret Way per a veu i orquestra (Mandelxtam, 1992)
- Distance per a veu, clarinet i quartet de corda (Marina Tsvetàieva, 1992)
- Lagrimoso, (Quartet de Corda núm. 5, 1992)
- Cassandra, per a orquestra (1992)
- Insomnia, per a quatre cantants (Puxhin, 1993)
- Before the Thunderstorm, cantata per a soprano i conjunt de cambra (Mandelxtam, 1994)
- Quartet de Corda núm. 6 (1994)
- Compassione (Quartet de Corda núm. 7, 1995)
- The Stone Guest (Quartet de Corda núm. 8, 1995)
- No, it is not a Migraine per a baríton i piano (Mandelxtam, 1995)
- Concert de Cambra núm. 5 (Concert de Violoncel núm. 3, 1996)
- The Door is Closed (Quartet de Corda núm. 9, 1996)
- Concert de Cambra núm. 6 (Concert per a Piano núm. 2, 1996)
- The River of Time per a cors i orquestra de cambra, en record de Iedisson Deníssov (Gavriïl Derjavin, 1997)
- La malinconia (Quartet de Corda núm. 10, 1998)
- Captivity per a orquestra de vent de fusta (1998)
- Leaving per a orquestra de corda (1998)
- The Scent of Absence per a baix, flauta i arpa (Oleg Prokofiev, 1998)
- Das erste ist vergangen (Christushymnus 2000) per a soprano, baix, cor mixt i orquestra de cambra (Franz Kafka, Bible, etc., 1999)
- Requiem per a soprano, cor i orquestra (Anna Akhmàtova, 2001)
- Winter Songs per a soprano i violoncel (Mandelstam, 2003)
- The Garden of Dreams (homenatge a Dmitri Xostakóvitx) per a orquestra (2004)
- Farewell (Quartet de Corda núm.12, 2005)
- Black Bells per a piano i conjunt de cambra (2005)
- For Slava per a violoncel sol (2007)
- Purgatorio (Quartet de Corda núm. 11, completat el 2008)

## Discografia selecta
- Misterioso, Art i Electrònica: AED 10108 Stereo
- Amoroso, Conifer Classics 75605 512522
- La Malinconia Vanguard Classics 99212
- Concert de cambra núm.1 Mobile Fidelity MFCD 906
- Cassandra per orquestra de simfonia Op.60 (1992) juntament amb Sofia Gubaidúlina: Pro et contra CD de BIS-668 STEREO
- The Mandelstam Cantates Megadisc MDC 7816[3]